# Landon Ferraro
Landon Christopher Ferraro (* 8. August 1991 in Trail, British Columbia) ist ein kanadischer Eishockeyspieler, der zuletzt bis Juni 2023 bei den Kölner Haien aus der Deutschen Eishockey Liga (DEL) unter Vertrag gestanden und dort auf der Position des Centers gespielt hat. Zuvor absolvierte Ferraro unter anderem 84 Spiele für die Detroit Red Wings, Boston Bruins und Minnesota Wild in der National Hockey League (NHL). Sein Vater Ray Ferraro war ebenfalls professioneller Eishockeyspieler.

## Karriere
Landon Ferraro war zunächst in diversen unterklassigen kanadischen Juniorenligen aktiv, bevor er beim WHL Bantam Draft 2006 in der ersten Runde an zweiter Position von den Red Deer Rebels ausgewählt wurde. Für diese debütierte der Angreifer im Verlauf der Saison 2006/07 in der Western Hockey League (WHL), wobei Ferraro in seinem Rookiejahr in insgesamt fünf Spielen punkt- und straflos blieb. In den folgenden beiden Spielzeiten konnte er sich kontinuierlich steigern und erzielte nach 24 Scorerpunkten in der Saison 2007/08 in der folgenden Spielzeit in 68 Spielen 55 Scorerpunkte. Daraufhin wurde er in den Ranglisten des Central Scouting Service auf dem 18. Rang unter den nordamerikanischen Feldspielern eingestuft und im NHL Entry Draft 2009 in der zweiten Runde als insgesamt 32. Spieler von den Detroit Red Wings ausgewählt.

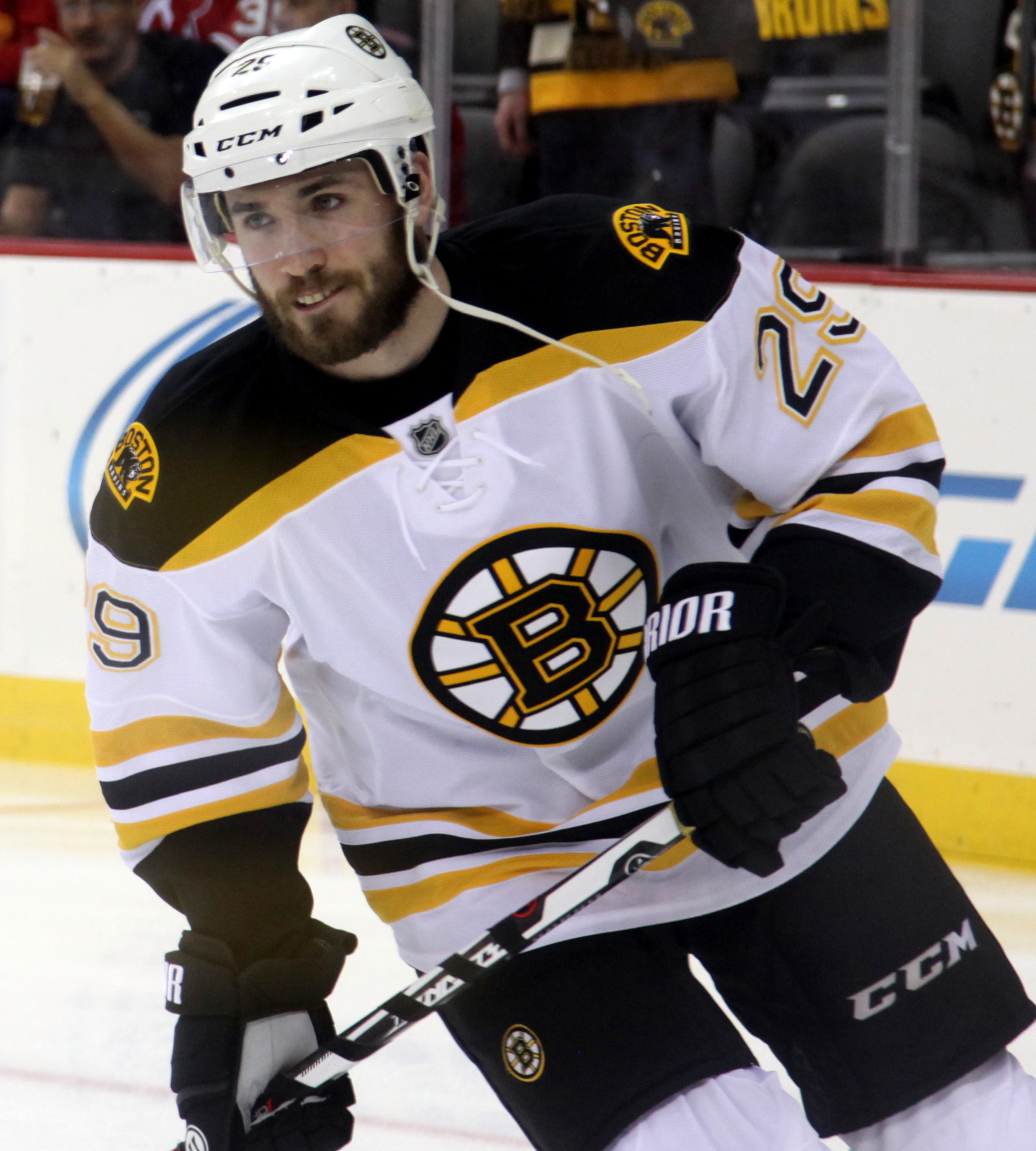
Ferraro im Trikot der Boston Bruins (2016)

Der Stürmer verbrachte auch die Saison 2009/10 größtenteils bei den Red Deer Rebels und verbuchte in 56 Partien 46 Punkte. In derselben Saison absolvierte er außerdem zwei Partien für die Grand Rapids Griffins, dem Farmteam der Detroit Red Wings, in der American Hockey League (AHL). Diese hatten den Kanadier zuvor mittels Amateur-Tryout (ATO) unter Vertrag genommen. In der Saison 2010/11 ging Ferraro wieder in der Western Hockey League aufs Eis und war Mannschaftskapitän bei den Everett Silvertips, die ihn vor Saisonbeginn in einem Transferhandel mit den Red Deer Rebels erworben hatten. Im Verlauf derselben Saison unterzeichnete Ferraro einen dreijährigen Einstiegsvertrag bei den Detroit Red Wings, für dessen Farmteam, die Grand Rapids Griffins aus der American Hockey League, er während der Spielzeit 2011/12 erneut auflief. Von den Medien wurde er in dieser Zeit oft mit den mehr als 1200 NHL-Einsätzen seines Vaters verglichen, immerhin konnte er in der Spielzeit 2012/13 mit den Griffins den Calder Cup gewinnen und Ferraro  war dabei neben Gustav Nyquist und Tomáš Tatar punktbester Spieler seines Teams.
Im März 2014 gab Ferraro sein Debüt in der National Hockey League (NHL). In der Saison 2015/16 etablierte er sich vorerst im NHL-Aufgebot der Red Wings, erzielte im April 2015 sein erstes NHL-Tor gegen die Carolina Hurricanes und kam bis November 2015 auf zehn Einsätze, ehe er über den Waiver von den Boston Bruins verpflichtet wurde. Sein Start in der dritten oder vierten Angriffsreihe bei den Bruins begann vielversprechend, so konnte er in seinen ersten 8 Spielen 5 Punkte erzielen. Auch beim Spiel gegen sein früheres Team die Red Wings eine Woche nach seinem Wechsel, konnte er einen Assists zum 3:2-Sieg der Bruins beisteuern. Bei seinen weiteren Einsätzen in der vierten Angriffsreihe konnte er diese Quote nicht halten. Er war zwar mit 10 Punkten der erfolgreichste Spieler dieser Reihe, was jedoch zu keinem weiterführenden Vertrag nach der Saison bei Boston führte. In der Folge schloss er sich im Juli 2016 als Free Agent den St. Louis Blues an und kam dort für das AHL-Farmteam, die Chicago Wolves, zum Einsatz. In derselben Weise wechselte der Angreifer im Juli 2017 zu den Minnesota Wild, bei denen er bis Sommer 2019 aktiv war.
Im Oktober 2019 wurde er von den Eisbären Berlin aus der Deutschen Eishockey Liga (DEL) unter Vertrag genommen. Im November 2020 unterschrieb er einen Vertrag über zwei Monate bei den Löwen Frankfurt aus der DEL2, anschließend wechselte er Mitte Januar 2021 zu den Kölner Haien. In seiner ersten vollständigen Spielzeit 2021/22 für die Haie, die zunächst für das Team aus der Domstadt schwierig verlief, war Ferraro hinter Jon Matsumoto mit 43 Punkten einer der punktbesten Spieler der Kölner und qualifizierte sich mit dem Team am letzten Spieltag noch für die Playoffs. In der Saison 2022/23 erlitt Ferraro beim DEL Winter Game gegen die Adler Mannheim eine Gehirnerschütterung, so dass er einen beträchtlichen Teil der Hauptrunde verletzungsbedingt ausfiel und lediglich 29 Hauptrundenspiele absolvierte. Seinen auslaufenden Vertrag verlängerten die Haie daraufhin nicht.

### International
Für die kanadische Nationalmannschaft nahm Ferraro an der World U-17 Hockey Challenge 2008 und der U18-Junioren-Weltmeisterschaft 2009 teil. Im Herrenbereich bestritt er im Rahmen der Olympischen Winterspiele 2022 in Peking eine Partie. Bei allen Turnierteilnahmen blieb der Center ohne Medaillengewinn.

## Erfolge und Auszeichnungen
- 2009 Teilnahme am CHL Top Prospects Game
- 2013 Calder-Cup-Gewinn mit den Grand Rapids Griffins
- 2019 Yanick Dupré Memorial Award

## Karrierestatistik

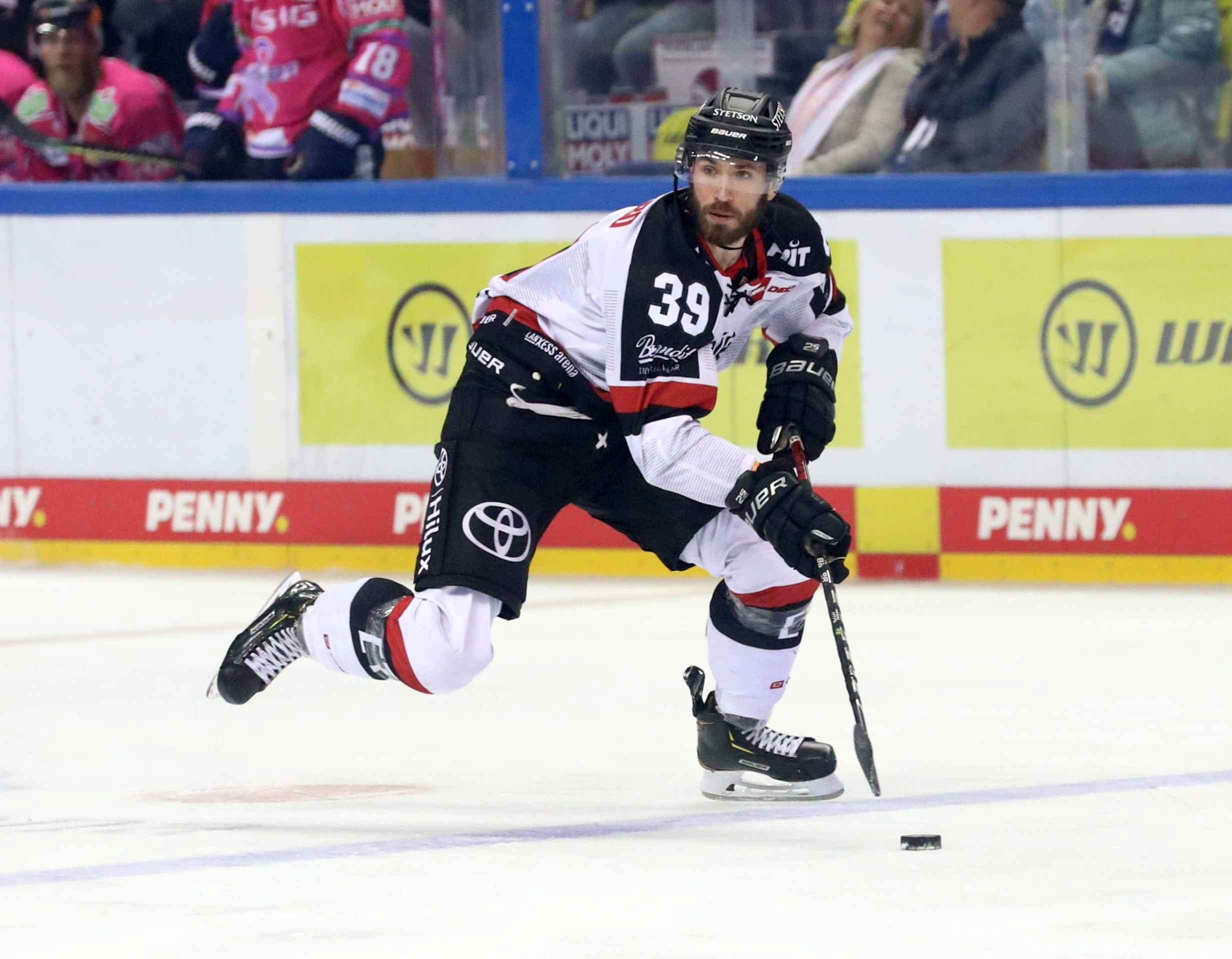
Ferraro als Spieler der Kölner Haie (2021)

Stand: Ende der Saison 2022/23

### International
Vertrat Kanada bei:
- World U-17 Hockey Challenge 2008
- U18-Junioren-Weltmeisterschaft 2009
- Olympischen Winterspielen 2022

(Legende zur Spielerstatistik: Sp oder GP = absolvierte Spiele; T oder G = erzielte Tore; V oder A = erzielte Assists; Pkt oder Pts = erzielte Scorerpunkte; SM oder PIM = erhaltene Strafminuten; +/− = Plus/Minus-Bilanz; PP = erzielte Überzahltore; SH = erzielte Unterzahltore; GW = erzielte Siegtore; 1 Play-downs/Relegation; Kursiv: Statistik nicht vollständig)